# Луцій Атілій Пріск
Лу́цій Аті́лій Пріск (лат. Lucius Atilius L.f. Priscus; IV століття до н. е.) — політичний та військовий діяч Римської республіки, дворазовий військовий трибун з консульською владою 399 та 396 років до н. е.

## Життєпис
Походив з впливового плебейського роду Атіліїв. Син Луція Атілія Пріска. Про молоді роки мало відомостей.

### Перша трибунська каденція
У 399 році до н. е. став військовим трибуном з консульською владою разом з Гнеєм Генуцієм Авгуріном, Марком Ветурієм Крассом Цікуріном, Гнеєм Дуілієм Лонгом,Марком Помпонієм Руфом, Волероном Публілієм Волеронідом Філоном. На цій посаді разом із колегами боровся проти моровиці невідомої хвороби в Римі. Разом з тим тривала війна проти міста Вейї, племен фалісків та капенців з району Капена, що прийшли на допомогу Вейї.

### Друга трибунська каденція
У 396 році до н. е. його вдруге обрали військовим трибуном з консульською владою разом з Луцієм Тітінієм Пансою Сакком, Гнеєм Генуцієм Авгуріном, Публієм Манлієм Вульсоном Капітоліном, Публієм Мелієм Капітоліном, Публієм Ліцинієм Кальвом Есквіліном Молодшим. Під час цієї каденції брав подальшу активну участь у війні проти Вейї. 
Про подальшу долю Луція Атілія відомості не збереглися.